# 데번 윈저
데번 윈저(Devon Windsor, 1994년 3월 7일 ~ )는 미국의 모델이다.